# نبرد سزاوا
نبرد سزاوا (به ژاپنی: 瀬沢の戦い) نبردی است که در ۹ مارس ۱۵۴۲ در ولایت شینانو بین فرماندار و دایمیوی ولایت کای، تاکدا شینگن و نیروهای مشترک دایمیوی ولایت شینانو سووا یوریشیگه و شوگوی ولایت شینانو اوگاساوارا ناگاتوکی رخ داد. این اولین نبرد تاکدا شینگن برای تصرف ولایت شینانو بود .
نیروهای مشترک ولایت شینانو یک نیروی در حدود ۱۲٬۰۰۰ رزمنده را جمع‌آوری کرده بودند، اما شینگن تنها با ۳۰۰۰ مرد همه آنها را شکست داد. نیروهای شینانو حدود ۳۰۰۰ نفر تلفات داشتند، در حالی که تلفات نیروهای شینگن ۵۰۰ نفر بود.

## پیش زمینه
لشکرکشی شینگن در قرن شانزدهم در  دوره سنگوکو ویا عصر جنگ داخلی روی داد . بعد از شورش اونین شوگون اکثرا قدرت خودش را به جز در حوالی پایتخت کیوتو از دست داد و جنگ سالاران محلی (دایمیو) به سرعت این خلا قدرت را پر کردند . این جنگ سالاران مرتب با هم می جنگیدند و برای کنترل قلمروهایشان قلعه های ژاپنی می ساختند .
در بعضی از نقاط ژاپن یک دایمیو تمامی یک استان را کنترل می کرد . مانند ولایت کای، شمال غربی توکیو امروزی، که توسط خاندان تاکدا کنترل می شد . ولی در شمال کای استان کوهستانی شینانو توسط چند قبیله نسبتا ضعیف کنترل می شد . ضعف و موقعیت استراتژیک شینانو آن را به هدف جذابی برای همسایگان قدرتمندتر از او بدل کرد . در سال ۱۵۳۰ پدر شینگن تاکدا نوبوتورا لشکرکشی کوچکی با موفقیت نسبی به این استان ترتیب داد . تاکدا در این لشکرکشی نبرد اون نو کوچی شجاعت و توان رهبری خودش را نشان داد . 

## شرح نبرد
در سال ۱۵۴۱ شینگن جایگاه پدرش را قصب کرد و رهبر قبیله شینگن شد و منتظر فرصتی برای لشکرکشی خودش به ولایت شینانو شد .  در این زمان سووا یوریشیگه در حال درگیری با یک زیارتگاه نزدیک دریاچه سووا بود . این بهانه برای حمله شینگن به او شد ولی این حمله باعث شد تمامی دایمیو های ولایت شینانو علیه او متحد شوند .
در نتیجه وقتی دو طرف در سزاوا به هم رسیدند شینگن نیرو های به شدت کمتری را در اختیار داشت . با این حال شینگن تصمیم به نبرد گرفت و ریسک حمله شبانه در مه و باران را پذیرفت . این ریسک جواب داد و شینگن دوازده هزار نیروی شیناتا را با سه هزار نفر شکست داد . او همچنین به دشمن ۳۰۰۰ تلفات وارد کرد در حالی که نیرو های خودش فقط ۵۰۰ تلفات دیدند . 

## عواقب
پس از این نبرد اتحاد علیه تاکدا فروپاشید و هر کدام از دایمیو های فقط به محافظت از قلمرو خود پرداختند . شینگن تمامی این استان را تا سال ۱۵۵۳ فتح کرد . اما موفقیتش باعث اضطراب خاندان اوئه‌سوگی از ولایت اچیگو شد . آنها به تاکدا هجوم اوردند که این اتفاق باعث نبرد های مشهور کاواناکاجیما بین تاکدا و  اوئسوگی کنشین شد .